# Elías Piña
Pour les articles homonymes, voir Elias et Piña (homonymie).
Elías Piña est l'une des 32 provinces de la République dominicaine. Son chef-lieu est Comendador. Elle est limitée au nord par les provinces de Dajabón et Santiago Rodríguez, à l'est par la province de San Juan, au sud par celle d'Independencia et à l'ouest par Haïti.